# Zulmasuchus
Zulmasuchus (que significa "crocodilo de Zulma Gasparini") é um gênero extinto de mesoeucrocodiliano sebecossúquio [en] sebecídeo. Seus fósseis foram encontrados em rochas da idade do Paleoceno Inferior (estágio Daniano) da formação Santa Lucía [en], na Bolívia. Zulmasuchus foi nomeado em 2007 [en] por Alfredo Paolillo e Omar Linares para fósseis originalmente descritos por Buffetaut e Marshall em 1991 como Sebecus querejazus [en]. Assim, a espécie-tipo é Sebecus querezajus e a combinatio nova [en] é Zulmasuchus querejazus.